# Ples, Bistrica ob Sotli
Ples je naselje v Občini Bistrica ob Sotli.